# 1-naftol
1-naftolul (denumit și α-naftol) este un compus organic cu formula chimică C10H7OH. Este un compus solid, alb, izomer cu 2-naftolul (diferă prin poziția grupei hidroxil pe nucleul naftalinic). Ambii izomeri sunt solubili în alcooli, eteri și cloroform, fiind precursori  pentru alți compuși folositori. Naftolii sunt biomarkeri ai expunerii oamenilor și animalelor la hidrocarburi aromatice policiclice.

## Obținere
1-naftolul este obținut în urma a două metode principale.
Prima metodă presupune o reacție de nitrare a naftalinei la 1-nitronaftalină, care este ulterior hidrogenată la amina corespunzătoare. Prin hidroliză se obține 1-naftolul:
{\displaystyle {\ce {C10H8 + HNO3 -> C10H7NO2 + H2O}}}
{\displaystyle {\ce {C10H7NO2 + 3 H2 -> C10H7NH2 + 2 H2O}}}
{\displaystyle {\ce {C10H7NH2 + H2O -> C10H7OH + NH3}}}
A doua metodă alternativă presupune hidrogenarea naftalinei la tetralină, care este oxidată la 1-tetralonă. Produsul suferă dehidrogenare la 1-naftol.

## Proprietăți
1-naftolul este biodegradabil, fiind degradat printr-un intermediar 1-natol-3,4-oxid, care formează în final 1,4-naftochinonă.
Suferă reacții de cuplare azoică formând diverși coloranți azoici, însă aceștia sunt mai puțin importanți decât cei formați de la 2-naftol.

## Aplicații
1-naftolul este un precursor pentru unele insecticide, precum este carbarilul, și pentru unele medicamente, precum nadololul sertralina și atovaquona.